# جائزة بير جينت

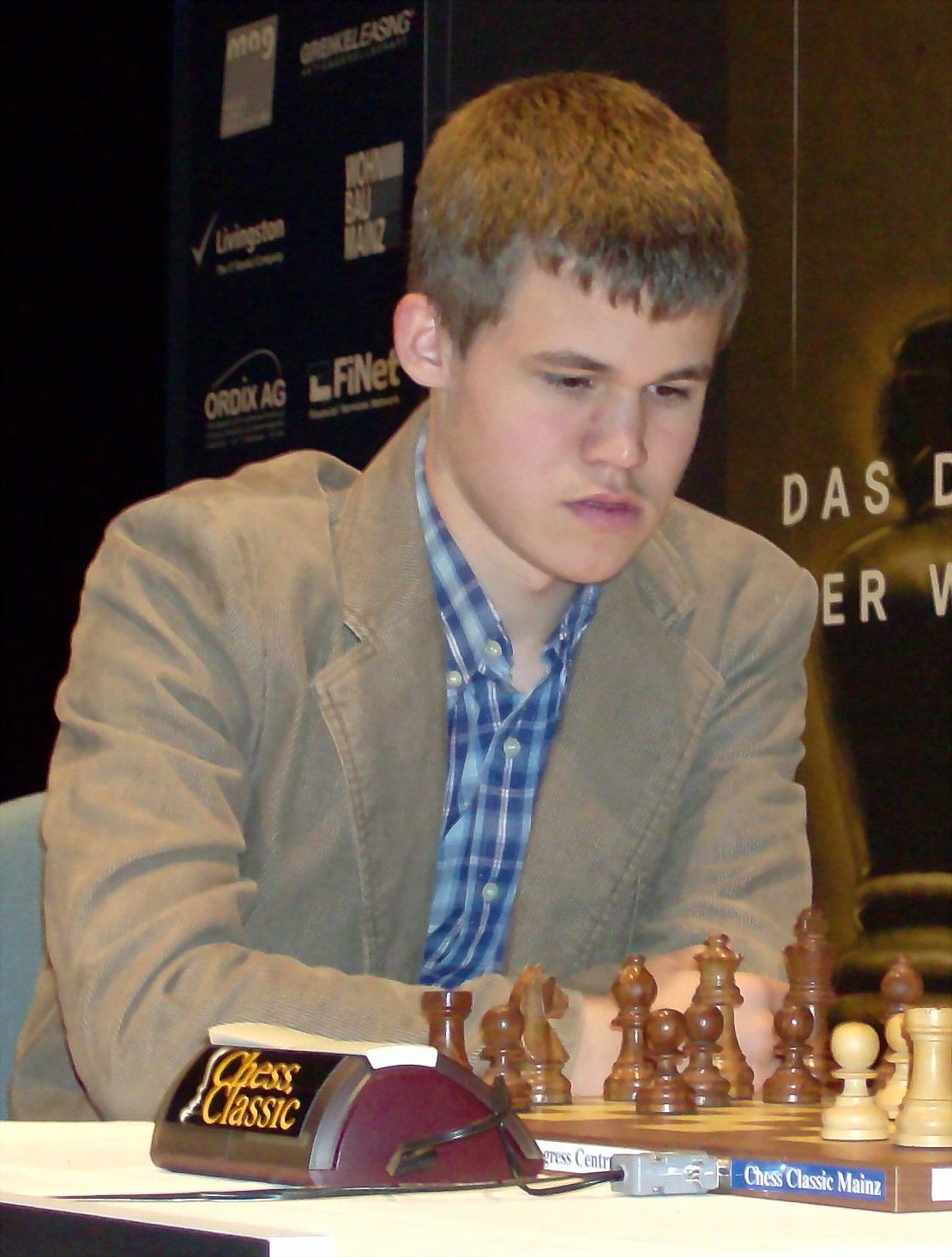
ماغنوس كارلسن الفائز بالجائزة عام 2011

جائزة بير جينت أو بير جينت أواردز هي جائزة نرويجية خاصة تقدمها سنويًا الشركة التجارية الخاصة Peer Gynt AS خلال مهرجان بير جينت، الذي تنظمه نفس الشركة أيضًا. سميت الجائزة بير جينت على اسم الشخصية الرئيسية لمسرحية بير جينت (عام 1867) المؤلفة من خمس فصول للكاتب المسرحي النرويجي الشهير هنريك إبسن. تُمنح الجائزة للأشخاص أو المؤسسات التي وضعت نفسها بطريقة إيجابية على المستويين الوطني والدولي. ومع ذلك، فقد تلقت الجائزة انتقادات بسبب سوء تمثيل شخصية بير جينت، التي يتم تصويرها في مسرحية إبسن بأنها غير أخلاقية بشكل جوهري وأناني.